# 中国驻老挝大使列表
本列表为中華民國和中華人民共和國驻老挝历任大使名录。

## 历任中国驻老挝大使

### 附：中华民国驻永珍领事（1959年－1962年）
1958年11月17日，中华民国政府决定在老挝首都永珍设立领事馆。1959年1月5日，中华民国驻万象领事馆正式开馆。1962年2月9日升格为总领事馆。5月16日，再升级为大使馆。
| 姓名   | 任命           | 到任 | 递交委任书 | 免职          | 离任 | 外交职务 | 备注 | 备注 |
| ------ | -------------- | ---- | ---------- | ------------- | ---- | -------- | ---- | ---- |
| 丁于正 | 1959年2月20日  |      |            | 1960年9月2日  |      | 领事     |      |      |
| 廖德珍 | 1960年10月22日 |      |            | 1962年5月29日 |      | 领事     |      |      |

### 中华民国驻老挝大使（1962年）
1962年5月16日，老挝政府首相文翁亲王在台湾宣布与中华民国建交。6月，老挝成立临时民族团结政府，支持与中华人民共和国政府建交的梭发那·富马亲王出任首相。新政府多次表态承认中华人民共和国。9月7日，老挝正式与中华人民共和国建交。同日，中华民国宣布与老挝断交。
| 姓名   | 任命          | 到任          | 递交国书      | 免职         | 离任          | 外交衔级 | 外交职务     | 备注     | 备注 |
| ------ | ------------- | ------------- | ------------- | ------------ | ------------- | -------- | ------------ | -------- | ---- |
| 廖德珍 | 1962年5月17日 | 1962年5月17日 |               |              | 1962年9月12日 | 参事     | 临时代办     |          |      |
| 杭立武 | 1962年6月28日 | 1962年7月18日 | 1962年7月19日 | 1962年9月7日 |               | 大使     | 特命全权大使 | 驻泰国兼 |      |

### 附：中华人民共和国驻老挝王国经济文化代表团团长（1961年－1962年）
1961年3月8日，中华人民共和国政府同意与社会主义阵营承认的老挝王国合法政府互换经济文化代表团。1962年7月，中华人民共和国设立驻老挝大使馆，驻老挝经济文化代表团代理团长刘春升任大使，代表团的外交职能移交大使馆。
| 姓名 | 任命          | 到任           | 递交委任书     | 免职 | 离任      | 外交职务 | 备注                         | 备注 |
| ---- | ------------- | -------------- | -------------- | ---- | --------- | -------- | ---------------------------- | ---- |
| 何伟 | 1961年10月5日 | 1961年11月14日 | 1961年11月14日 |      | 1962年7月 | 团长     | 驻越南大使兼                 |      |
| 刘春 | 1961年10月5日 | 1961年11月14日 |                |      | 1962年7月 | 代理团长 | 副团长，后转任临时代办和大使 |      |

### 中华人民共和国驻老挝大使（1962年至今）
1961年4月25日，中华人民共和国总理周恩来与应邀访华的社会主义阵营承认的老挝王国合法政府首相梭发那·富马亲王在杭州发表联合声明，两国正式建交并互换大使级外交使团。1962年6月，老挝组成临时民族团结政府，两国政府商定互派大使。7月2日，老挝代理首相苏发努冯亲王宣布，老挝与包括中华人民共和国在内的5个社会主义国家建交。9月7日，老挝与中华人民共和国宣布正式建交，并互派大使。
两国以1961年4月25日为中老建交日。
| 姓名   | 任命           | 任命           | 到任           | 递交国书       | 免职           | 免职           | 离任           | 外交衔级 | 外交职务     | 备注               |
| 姓名   | 全国人大常委会 | 主席           | 到任           | 递交国书       | 全国人大常委会 | 主席           | 离任           | 外交衔级 | 外交职务     | 备注               |
| ------ | -------------- | -------------- | -------------- | -------------- | -------------- | -------------- | -------------- | -------- | ------------ | ------------------ |
| 刘春   | 不適用         | 不適用         | 1962年7月11日  | 1962年7月12日  | 不適用         | 不適用         | 不適用         | 大使     | 临时代办     | 候任大使，筹备开馆 |
| 刘春   | 1962年8月28日  | 1962年9月22日  | 不適用         | 1962年10月12日 | 不適用         | 不適用         | 1967年1月      | 大使     | 特命全权大使 |                    |
| 李联平 | 不適用         | 不適用         | 1967年1月      | 不適用         | 不適用         | 不適用         | 1969年         |          | 临时代办     |                    |
| 岳岱衡 | 不適用         | 不適用         | 1969年         | 不適用         | 不適用         | 不適用         | 1971年         |          | 临时代办     |                    |
| 国鹰   | 不適用         | 不適用         | 1971年         | 不適用         | 不適用         | 不適用         | 1973年         |          | 临时代办     |                    |
| 凌照远 | 不適用         | 不適用         | 1973年         | 不適用         | 不適用         | 不適用         | 1974年5月25日  |          | 临时代办     |                    |
| 国鹰   | 不適用         | 不適用         | 1974年5月25日  | 1974年6月21日  | 1977年10月24日 | 不適用         | 1977年10月11日 | 大使     | 特命全权大使 |                    |
| 徐晃   | 1977年10月24日 | 不適用         | 1977年12月13日 | 1977年12月15日 | 1981年9月10日  | 不適用         | 1980年7月      | 大使     | 特命全权大使 |                    |
| 张志国 | 不適用         | 不適用         | 1984年以前     | 不適用         | 不適用         | 不適用         | 1987年         |          | 临时代办     |                    |
| 庄慕求 | 不適用         | 不適用         | 1987年         | 不適用         | 不適用         | 不適用         | 1988年         |          | 临时代办     |                    |
| 梁枫   | 1988年3月12日  | 1988年5月27日  | 1988年6月11日  | 1988年6月13日  | 1991年3月2日   | 1991年5月13日  | 1991年5月      | 大使     | 特命全权大使 |                    |
| 黄国材 | 1991年3月2日   | 1991年5月13日  | 1991年5月      | 1991年6月6日   | 1993年10月31日 | 1994年3月4日   | 1994年2月26日  | 大使     | 特命全权大使 |                    |
| 李家忠 | 1993年10月31日 | 1994年3月4日   | 1994年3月      | 1994年3月18日  | 1995年8月29日  | 1995年11月20日 | 1995年10月     | 大使     | 特命全权大使 |                    |
| 赵家骅 | 1995年8月29日  | 1995年11月20日 | 1995年11月     | 1995年11月29日 | 2000年7月8日   | 2001年2月16日  | 2000年12月     | 大使     | 特命全权大使 |                    |
| 刘正修 | 2000年7月8日   | 2001年2月16日  | 2001年1月      | 2001年1月11日  | 2003年4月26日  | 2003年8月25日  | 2003年8月      | 大使     | 特命全权大使 |                    |
| 刘永兴 | 2003年4月26日  | 2003年8月25日  | 2003年8月      | 2003年8月18日  | 2006年10月31日 | 2007年3月9日   | 2007年2月      | 大使     | 特命全权大使 |                    |
| 潘广学 | 2006年10月31日 | 2007年3月9日   | 2007年3月11日  | 2007年3月28日  | 2009年12月26日 | 2010年4月13日  | 2010年2月      | 大使     | 特命全权大使 |                    |
| 布建国 | 2009年12月26日 | 2010年4月13日  | 2010年3月12日  | 2010年3月16日  | 2013年2月27日  | 2013年7月2日   | 2013年5月20日  | 大使     | 特命全权大使 |                    |
| 关华兵 | 2013年2月27日  | 2013年7月2日   | 2013年6月23日  | 2013年6月26日  | 2016年11月7日  | 2017年8月7日   | 2017年1月      | 大使     | 特命全权大使 |                    |
| 王文天 | 2017年4月27日  | 2017年8月7日   | 2017年7月14日  | 2017年7月21日  | 2018年8月31日  | 2018年11月9日  | 2018年10月     | 大使     | 特命全权大使 |                    |
| 姜再冬 | 2018年8月31日  | 2018年11月9日  | 2018年10月21日 | 2018年11月1日  |                | 2024年7月5日   | 2023年8月1日   | 大使     | 特命全权大使 |                    |
| 方虹   |                | 2024年7月5日   | 2024年6月25日  | 2024年7月3日   | 现任           |                |                | 大使     | 特命全权大使 |                    |

## 外部連結
- 中华人民共和国驻老挝人民民主共和国大使馆（简体中文）（英文）